# Pont élévateur

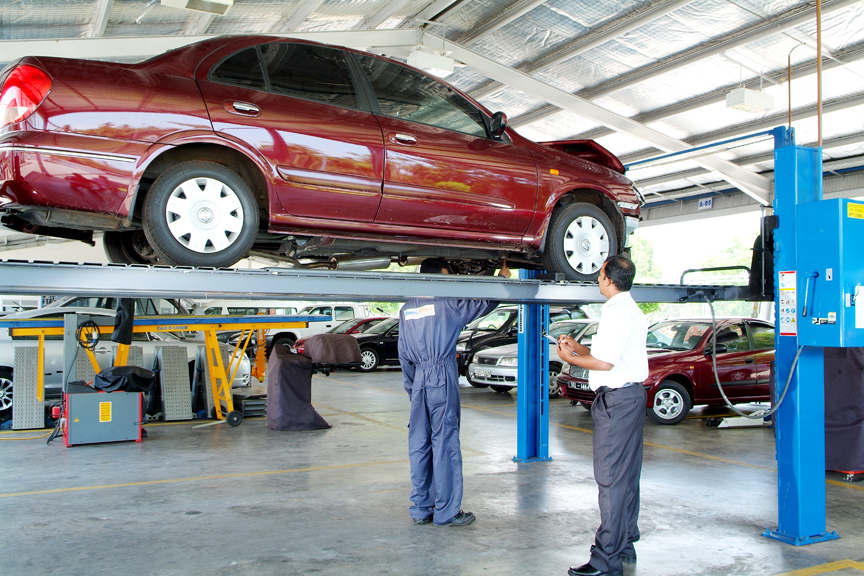
Pont élévateur

Dans le domaine des transports, un pont élévateur est un équipement permettant de soulever des véhicules afin d'effectuer diverses interventions. Ils sont utilisés dans les services et ateliers de réparation automobile, les ateliers de vulcanisation, les salles d'exposition et les concessionnaires automobiles, ainsi que par certains particuliers, dans leurs propres garages.

## Types
Selon leur utilisation, leur puissance et leurs fonctionnalités, les ponts élévateurs peuvent être répartis en cinq catégories :
1. Élévateurs à quatre colonnes
2. Élévateurs à deux colonnes
3. Élévateurs à une colonne
4. Élévateurs à ciseaux
5. Élévateurs à vérins.

Chaque type d'élévateur a de nombreuses variantes selon leur puissance et la façon dont il peut être utilisé.

### Ponts élévateurs à quatre colonnes
Les ponts élévateurs à quatre colonnes sont parmi les types d'élévateurs les plus puissants, avec une capacité de levage pouvant atteindre jusqu'à vingt tonnes. Cette capacité les rend très polyvalents, pouvant être utilisés pour soulever des voitures, des SUV et autres véhicules légers, ainsi que des véhicules plus lourds, tels que des fourgons de transport, des fourgonnettes ou même des camions.
Ils comportent deux traverses sur lesquelles le véhicule est conduit avant l'opération de levage, n'ayant pas de bras ou d'autres éléments de support. Les colonnes fonctionnent en tandem, soulevant les roues au moyen des traverses. Ces élévateurs peuvent être utilisés à la fois pour les réparations et l'entretien, ainsi que pour le stockage de véhicules dans un atelier ou un garage automobile.
Certains modèles peuvent être déplacés au moyen d'un équipement spécial.

### Ponts élévateurs à deux colonnes
Les ponts élévateurs à deux colonnes comptent parmi les équipements de levage les plus populaires, en particulier dans les ateliers de réparation automobile et les services de pneumaticien. Leur capacité de levage est comprise entre 3000 et 6500 kg, mais ils sont plus rapides, plus faciles à utiliser et prennent beaucoup moins de place dans l'atelier.
Ces élévateurs utilisent deux colonnes soulevant le châssis au moyen de quatre bras, à raison de deux par colonne, à positionner aux points de levage prévus par le constructeur du véhicule. Ces colonnes disposent d'ancrages solides pour assurer la stabilité requise.
En fonction de la position des bras, des colonnes et de l'emplacement du centre de gravité du véhicule, ces ponts élévateurs peuvent être symétriques ou asymétriques. La principale différence tient à la conception des colonnes et des bras. Si dans le cas d'un élévateur symétrique les colonnes sont placées face à face, dans le cas d'un élévateur asymétrique, les deux colonnes sont tournées d'un angle compris entre 30° et 45°, selon la marque et modèle d'élévateur. Dans le cas des élévateurs symétriques, les bras sont de même longueur, sinon les bras avant sont plus courts. Ainsi, le positionnement d'un véhicule sur un élévateur symétrique se fait dans un rapport de 50-50% à ses colonnes, et sur un élévateur asymétrique le positionnement du véhicule se fera plus en arrière, dans un rapport de 30-70% de la longueur aux colonnes.

### Ponts élévateurs à une colonne
Capables de travailler avec une très large gamme de véhicules, les ponts élévateurs à un colonne sont parmi les types de ponts élévateurs les plus polyvalents. Ils peuvent soulever des motos, des voitures et autres véhicules légers, ainsi que des véhicules lourds tels que des camions, des autocars ou des véhicules agricoles lourds.
Considérés individuellement, les élévateurs à une colonne ont la puissance la plus faible, mais utilisés par paires, soient 2, 4, 6 ou même 8, fonctionnant de manière synchrone, ils peuvent soulever les véhicules les plus lourds. De plus, leur mobilité permet de les positionner là où ils sont nécessaires, particulièrement dans le cas de véhicules longs, tels que les camions ou les autocars, mais aussi de très courts, tels que les chariots élévateurs.

### Ponts élévateurs à ciseaux ou ponts élévateurs de pneumaticien
Également appelés ponts élévateurs de pneumaticiens, les élévateurs à ciseaux sont une autre variante du domaine des équipements de levage de véhicules à des fins de réparation, d'entretien ou d'inspection. Contrairement à d'autres catégories d'élévateurs, les ponts élévateurs à ciseaux n'utilisent pas de colonnes pour soulever les véhicules, mais une structure transversale, comportant une ou deux plates-formes pour soulever le châssis, selon le modèle.
En raison de leur conception, la hauteur et la force de levage de ces ponts élévateurs sont limitées : jusqu'à cinq tonnes et jusqu'à 190 cm. Ils peuvent être rétractés au niveau du sol lorsqu'ils ne sont pas utilisés.
Ces ponts élévateurs sont également plus faciles à utiliser, car ils n'utilisent pas de bras ou d'autres éléments qui doivent être positionnés. En raison de leur mode de fonctionnement, ils sont très adaptés aux ateliers de vulcanisation, car ils soulèvent le véhicule du châssis, laissant ses roues libres. Il existe des élévateurs à ciseaux ancrés au sol ou mobiles.

### Ponts élévateurs à vérins
Aussi connus sous le nom d'élévateurs enterrés, les élévateurs à vérins sont les plus économiques du point de vue de l'encombrement. Bien que leur installation puisse être plus difficile, ils peuvent être très utiles dans les ateliers avec un petit espace de travail ou dans les salles d'exposition et les magasins de présentation de voitures, où il est nécessaire d'installer plusieurs élévateurs.
Comme leur nom l'indique, les élévateurs enterrés nécessitent un "enterrement" sous le niveau du sol. Un élévateur à vérins ne comporte qu'un seul cylindre surmonté d'une plate-forme élévatrice, rentrant dans le sol lorsqu'il n'est pas utilisé. Ainsi, ces élévateurs ne perturbent pas l'activité d'un atelier de réparation lorsqu'ils ne sont pas utilisés.

## Autres catégories
Les élévateurs pour voitures peuvent également être classés selon d'autres critères, tels que leur mode de fonctionnement ou l'objectif pour lequel ils sont conçus.

### Mode de fonctionnement
Ainsi, selon leur mode de fonctionnement, les élévateurs pour voitures peuvent être divisés en deux catégories importantes, à savoir les élévateurs hydrauliques et les élévateurs électromécaniques.

#### Ponts élévateurs hydrauliques
Parmi les modèles de ponts élévateurs pour voitures les plus courants, les ponts élévateurs hydrauliques fonctionnent sur la base du principe de Pascal, utilisant la pression du fluide hydraulique pour transposer au piston d'actionnement la force nécessaire pour soulever le véhicule. Le piston d'actionnement sur lequel la pression d'admission est appliquée a une taille plus petite par rapport au piston d'exécution, c'est pourquoi la pression générée est suffisamment élevée pour soulever un objet très lourd, tel qu'un véhicule.
Le système hydraulique d'un tel élévateur est constitué d'une pompe et de deux vérins, cet engrenage étant chargé de développer la force nécessaire pour soulever un véhicule. Ces élévateurs nécessitent du fluide hydraulique pour pouvoir fonctionner, et le bon entretien de ce fluide, ainsi que des canalisations, flexibles, cylindres ou pistons qui le logent, est impératif pour que l'élévateur puisse fonctionner dans des paramètres optimaux.
Par conséquent, on peut affirmer que, malgré le prix inférieur, la conception plus simple et la facilité d'utilisation, les élévateurs hydrauliques nécessitent un effort de maintenance accru, ainsi qu'une surveillance attentive du fluide hydraulique, qui peut se détériorer avec le temps.

#### Ponts élévateurs électromécaniques
Les élévateurs électromécaniques utilisent un ou deux moteurs électriques selon la puissance attendue.
Les élévateurs électromécaniques ont, en moyenne, un prix plus élevé que les élévateurs hydrauliques, mais nécessitent moins d'entretien.

### Emplois particuliers
Il existe également des élévateurs conçus non seulement pour soulever des véhicules, mais également pour effectuer certaines interventions.

#### Élévateurs pour géométrie de roues
Ces ponts élévateurs sont destinés à être utilisés à la fois pour soulever des véhicules et pour effectuer des interventions de réglage de la direction. Leur hauteur de levage maximale est généralement plus grande. À l'aide d'élévateurs pour la géométrie des roues, le travail d'alignement et de réglage de la direction d'une voiture est plus facile, plus précis et plus rapide.

#### Élévateurs de stationnement
Les élévateurs de stationnement sont utilisés pour la gestion du stationnement et du stockage des véhicules. Ils sont conçus pour gagner de la place dans l'atelier. Ils sont équipés d'une ou même de deux plates-formes. Ainsi, sur une même surface, un élévateur de parking peut stocker deux voire trois véhicules simultanément.

#### Bancs de redressage
Destinés aux réparations et à l'entretien des carrosseries, les bancs de redressage possèdent des dispositifs de traction et des systèmes de fixation, devant faciliter le travail du ferblantier, soulevant le véhicule du châssis afin que tous les éléments de la carrosserie soient accessibles. Ils peuvent être enterrés.

## Sécurité des ponts élévateurs pour véhicules et prévention des risques professionnels
Les ponts élévateurs pour véhicules sont des machines. Ils peuvent, si aucune mesure de prévention n’est prise, présenter des risques pour les opérateurs et tierces personnes amenés à les côtoyer. Dans l’Union Européenne, d’un point de vue réglementaire, leur conception et leur utilisation doivent être conformes, entre autres :
- à la directive "Machines" 2006/42/CE pour la conception,
- à la directive 2009/104/CE qui s’adresse aux utilisateurs de machines.

### Conception des machines destinées au marché européen
Conformément aux dispositions de la Directive européenne Machines 2006/42/CE, les fabricants doivent réduire les risques dès la conception et respecter les Exigences Essentielles de Santé et de Sécurité listées dans son Annexe I.
Les ponts élévateurs pour véhicules font partie des machines pour lesquelles il faut appliquer une procédure particulière de certification avant la mise sur le machine, car ils sont listés à l'annexe IV de la directive 2006/42/CE.

### Utilisation des machines sur le territoire européen
Afin de préserver la santé et la sécurité des travailleurs, l’employeur doit s’assurer que les machines sont sûres et conformes et que leur utilisation n’expose pas les salariés à des risques, et ceci dans toutes leurs phases de vie.
A cet effet, il doit réaliser l’évaluation des risques liés à la machine dont les résultats seront transcrits dans le Document unique d’évaluation des risques.
De plus, l’employeur a l’obligation de maintenir la machine en état de conformité (article 4.2 de la directive européenne 2009/104/CE).
Il peut s’appuyer sur la brochure INRS ED6282 "Réparation et entretien des véhicules automobiles légers" pour détecter les risques professionnels et mettre en œuvre les mesures de protection.